# 長栄寺 (新潟市)
長栄寺（ちょうえいじ）は新潟県新潟市中央区長嶺町にある日蓮宗の寺院。山号は那須山。奠師法縁（奠統会）。

## 歴史
大正元年（1912年）に、心浄院日悟が山陰方面より布教行脚の際、当地に鬼子母神堂を建てたのがはじまりである。
昭和27年（1952年）に、長嶺教会と称した。のち、昭和38年（1963年）に寺号を公称し、長栄寺となった。
山号は開山の日悟の姓にちなんで那須山と称した。本尊勧様式は一塔両尊であり、祖像は読経像である。

## 所在地
〒950-0085 新潟県新潟市中央区長嶺町1-4

## 交通アクセス
- 電車：JR新潟駅から徒歩8分
- バス：花園町バス停から徒歩4分
- 自動車：磐越自動車道 新潟中央インターチェンジから18分

## 参考資料
- 日蓮宗寺院大鑑編集委員会『宗祖第七百遠忌記念出版 日蓮宗寺院大鑑』大本山池上本門寺 (1981年)
- 公式HP【長栄寺（新潟市）】『長栄寺について』